# 袁嘉敏
袁嘉敏（英語：Candy Yuen Ka Man，1984年10月28日—），生於香港，2009年香港小姐最上鏡小姐，前無綫電視女藝員。

## 背景
袁嘉敏早年在香港島南區成長，曾就讀華富邨寶血小學。自十三歲起留學澳洲墨爾本貝爾格雷夫（Belgrave）Mater Christi College，在墨爾本大學修讀傳理系。完成學士一年級後返回香港，其後在香港大學文學院取得文學士，於比較文學系主修電影及文化研究，副修純美術。
大學時期及畢業後的數年，任職電影發行工作，曾為陳可辛導演公司的電影擔任發行，其後經吳君如提名參加2009年度香港小姐競選，並奪得最上鏡小姐獎。
2009至2010年香港小姐任期期間，除了接任親善活動，還於無綫電視娛樂新聞台擔任主持，亦主持生活台節目《古怪屋》及《民峰學院》。
2010年任期完結後簽約成為無綫藝人，主要主持節目東張西望及參演電視劇，包括《潛行狙擊》、《情逆三世緣》等等。其中在《潛行狙擊》飾演情婦成為「高登女神」。
2013年約滿無綫後簽約太陽娛樂文化，先後拍攝電影《賭城風雲》、《竊聽風雲3》、《屍城》、《殺破狼2》及《豪情3D》。
2014年，傳媒報道稱當初接《豪情3D》時，答應可以去盡拍裸露戲，但到場就反口，變得「惜肉如金」，令監製陳慶嘉及杜汶澤極之不滿。
2015年，她接下王晶监制的三級片《鴨王》，在片中與飾演「鴨王」男主角的何浩文有激情演出。電影宣傳期間以袁嘉敏首次露點作為噱頭，票房報捷，首日上映已經成為票房奪冠。
2017年7月15日，她轉行當KOL。
2023年，她宣布定居英國。

## 演出作品

### 電視劇（無綫電視）
| 首播     | 劇名         | 角色          | 备注      |
| 無綫電視 |              |               |           |
| 2011年   | 潛行狙擊     | 丁 敏（敏姐） | 女配角    |
| 2012年   | 愛·回家      | Lemon         | 客串      |
| 2013年   | 好心作怪     | 鄧太          | 女配角    |
| 2013年   | 情逆三世緣   | 范秀秀        | 女配角    |
| 2013年   | 舌劍上的公堂 | 霞 姐         | 客串      |
| 香港電台 |              |               |           |
| 2015年   | 總有出頭天II |               | 客串第6集 |
| 2016年   | 有倉出租     | 水貨阿姨      | 客串第4集 |

### 電視節目（無綫電視）
| 首播        | 節目名             | 备注                                                 |
| 2009年      | 愛情研究院         |                                                      |
| 2009年      | 香港小姐相約在湖南 | 與劉倩婷、黃嘉麗、熊穎詩、李姿敏、許家傑、陳偉洪主持 |
| 2009年      | 民峰學院           | 演出                                                 |
| 2009-2012年 | 娛樂新聞報道       | 主持                                                 |
| 2010-2012年 | 東張西望           | 外景主持                                             |
| 2010年      | 超級遊戲獎門人     | 第19集嘉賓                                           |
| 2010年      | 古怪屋             | 主持                                                 |
| 2011年      | 千奇百趣省港澳     | 第26集嘉賓                                           |
| 2012年      | 大韓好Kimchi       | 主持                                                 |
| 2012年      | 姊妹淘             | 第26集嘉賓                                           |
| 2012年      | 開心熱浪合家歡     |                                                      |
| 2012年      | 食得峰騷           | 第5集嘉賓                                            |
| 2012年      | 順峰順水           | 與蘇民峰、高海寧、何傲兒、彭慧中、岑杏賢、梁嘉琪主持 |

### 電影
| 首播      | 劇名     | 角色        |
| 2014年    |          |             |
| 竊聽風雲3 | 妓女     |             |
| 豪情3D    | 席夢絲   |             |
| 屍城      | 女首領   |             |
| 2015年    | 殺破狼2  | 方詠琴      |
| 2015年    | 鴨王     | Michelle    |
| 2016年    | 刑警兄弟 | 新聞記者    |
| 2023年    | 女子監獄 | 許冰 (細蜂) |

## 曾獲獎項與提名
| 年份   | 獎項                                | 結果 |
| ------ | ----------------------------------- | ---- |
| 2009年 | 2009年度香港小姐競選 「最上鏡小姐」 | 獲獎 |

## 外部連結
- 2009年香港小姐競選個人檔案
- 袁嘉敏的Facebook專頁
- 袁嘉敏的Instagram帳戶
- YouTube上的袁嘉敏頻道
- 袁嘉敏在香港影庫上的簡介

| 前任： 馬賽 | 香港小姐競選最上鏡小姐 2009年 | 繼任： 李雪瑩 |